# Turkey Creek, Arizona
Turkey Creek je naseljeno područje za statističke svrhe u američkoj saveznoj državi Arizona. Prema popisu stanovništva iz 2010. u njemu je živjelo 294 stanovnika.